# Thief River Falls
Thief River Falls – miasto w Stanach Zjednoczonych, w stanie Minnesota, siedziba administracyjna hrabstwa Pennington.